# Syndroom van Frey
Het syndroom van Frey of het auriculotemporale syndroom is een syndroom waarbij de zweetklieren op de wang geactiveerd worden in plaats van de speekselklieren.
Het syndroom van Frey treedt meestal op na een parotidectomie, het verwijderen van de oorspeekselklier waarbij het tijdens de operatie onvermijdelijk is dat zenuwen die betrokken zijn bij de speekselproductie beschadigd raken. Deze zenuwuiteinden kunnen zich aansluiten op zweetklieren van de wang. Dit heeft tot gevolg dat de prikkel voor de aanmaak van speeksel, zoals eten, nu leidt tot zweetproductie van de wang aan de geopereerde kant van het gezicht.
Het syndroom van Frey treedt enkele weken tot maanden na de operatie op bij vrijwel iedere patiënt, hoewel meestal niet in zo'n mate dat de patiënt er last van heeft. Ongeveer 30% van de patiënten vertoont symptomen.
Het syndroom van Frey is niet schadelijk voor de gezondheid. Als de patiënt er last van heeft, is behandeling mogelijk, onder andere door injecties met Botox, waardoor zenuwactiviteit effectief geblokkeerd wordt.
Het syndroom is genoemd naar Łucja Frey.